# Astomiopsis julacea
Astomiopsis julacea är en bladmossart som beskrevs av K. L. Yip och Jerry Allen Snider 1998. Astomiopsis julacea ingår i släktet Astomiopsis och familjen Ditrichaceae. Inga underarter finns listade i Catalogue of Life.